# West Orange
West Orange ist ein Township im Essex County im US-Bundesstaat New Jersey. Das U.S. Census Bureau ermittelte bei der Volkszählung 2020 eine Einwohnerzahl von 48.843.

## Geographie
Nach dem United States Census Bureau hat die Stadt eine Gesamtfläche von 31,7 km², wovon 31,4 km² Land und 0,3 km² (0,90 %) Wasser ist.

## Demographie
Nach der Volkszählung von 2000 gibt es 44.943 Menschen, 16.480 Haushalte und 11.684 Familien in der Stadt. Die Bevölkerungsdichte beträgt 1.431,7 Einwohner pro km². 67,55 % der Bevölkerung sind Weiße, 17,46 % Afroamerikaner, 0,14 % amerikanische Ureinwohner, 8,09 % Asiaten, 0,04 % pazifische Insulaner, 3,52 % anderer Herkunft und 3,20 % Mischlinge. 10,04 % sind Latinos unterschiedlicher Abstammung.
Von den 16.480 Haushalten haben 32,2 % Kinder unter 18 Jahre. 56,0 % davon sind verheiratete, zusammenlebende Paare, 11,2 % sind alleinerziehende Mütter, 29,1 % sind keine Familien, 24,6 % bestehen aus Singlehaushalten und in 11,6 % Menschen sind älter als 65. Die Durchschnittshaushaltsgröße beträgt 2,66, die Durchschnittsfamiliengröße 3,19.
23,3 % der Bevölkerung sind unter 18 Jahre alt, 6,2 % zwischen 18 und 24, 29,7 % zwischen 25 und 44, 23,4 % zwischen 45 und 64, 17,4 % älter als 65. Das Durchschnittsalter beträgt 39 Jahre. Das Verhältnis Frauen zu Männer beträgt 100:88,6, für Menschen älter als 18 Jahre beträgt das Verhältnis 100:84,0.
Das jährliche Durchschnittseinkommen der Haushalte beträgt 69.254 USD, das Durchschnittseinkommen der Familien 83.375 USD. Männer haben ein Durchschnittseinkommen von 52.029 USD, Frauen 39.484 USD. Der Prokopfeinkommen der Stadt beträgt 34.412 USD. 5,6 % der Bevölkerung und 4,6 % der Familien leben unterhalb der Armutsgrenze, davon sind 6,0 % Kinder oder Jugendliche jünger als 18 Jahre und 7,8 % der Menschen sind älter als 65.

## Einwohnerentwicklung
| Jahr       | 1980   | 1990   | 2000   | 2005   | 2010   | 2020   |
| ---------- | ------ | ------ | ------ | ------ | ------ | ------ |
| Einwohner¹ | 39.510 | 39.103 | 44.943 | 44.230 | 46.207 | 48.843 |

¹ 1980–2020: Volkszählungsergebnisse

## Söhne und Töchter der Stadt
- Amos Alonzo Stagg (1862–1965), Spieler und Trainer im Bereich des College Football
- Charles Edison (1890–1969), Politiker
- Evelyn Ward (1923–2012), Schauspielerin
- Brendan Byrne (1924–2018), Politiker
- Michael Austin (* 1943), Schwimmer
- Paul J. Kern (* 1945), Viersterne-General der United States Army
- Gregory Studerus (* 1948), Weihbischof in Newark
- Ben Barres (1954–2017), Neurobiologe und Mediziner
- Charles Cullen (* 1960), Serienmörder
- Michael Pitt (* 1981), Schauspieler
- Lyndsey Scott (* 1984), Softwareentwicklerin und Model
- Kyrie Irving (* 1992), Basketballspieler
- Isaiah J. Thompson (* 1997), Jazzmusiker

## Nachweise
1. ↑  www.westorange.org. (abgerufen am 15. Dezember 2024).
2. ↑  Explore Census Data Total Population in West Orange township, Essex County, New Jersey. US Census Bureau, abgerufen am 15. Dezember 2024 (englisch).